# La Almoloya de Pliego
La Almoloya de Pliego wird eine Fundstelle der El-Argar-Kultur (etwa 2200 bis 1500 v. Chr.) in der Provinz Murcia in Spanien genannt. Die Reste einer Palast-Anlage der Bronzezeit überdauerten dort 4200 Jahre.  Die 2014 freigelegten Funde zeigen einen außergewöhnlich guten Erhaltungszustand, so sind sogar noch Lebensmittelrückstände während der Zubereitung eindeutig zuzuordnen. Als Sensation gilt die Entdeckung eines Thronsaals innerhalb eines der Palastgebäude sowie eines Prinzengrabs mit prachtvollen Grabbeigaben.

## Lage
La Almoloya liegt über einem weiten Flussdelta des Flusses Pliego auf dem Hochplateau „El Altozano“, auf 585 m Höhe ü. d. M., einem Ausläufer der Sierra Espuña, in der Gemarkung der heutigen Gemeinde Pliego (Murcia) in der Region Murcia. Das Plateau hat die Form eines Ovals von 85 m in Länge und etwa 35 m maximaler Breite und eine Fläche von ca. 3000 m².
Vor den aktuellen Ausgrabungen waren rudimentären Reste einer Terrassenkultur erkennbar. Von den Terrassen wurden nach und nach Begrenzungssteine entfernt, da sie die Landwirtschaft im 19. Jahrhundert behinderten. Nach Angaben von Einheimischen wurde auf der Ebene bis Anfang des letzten Jahrhunderts Weizen angebaut, danach wurde die Ebene weitgehend sich selbst überlassen und verwilderte.

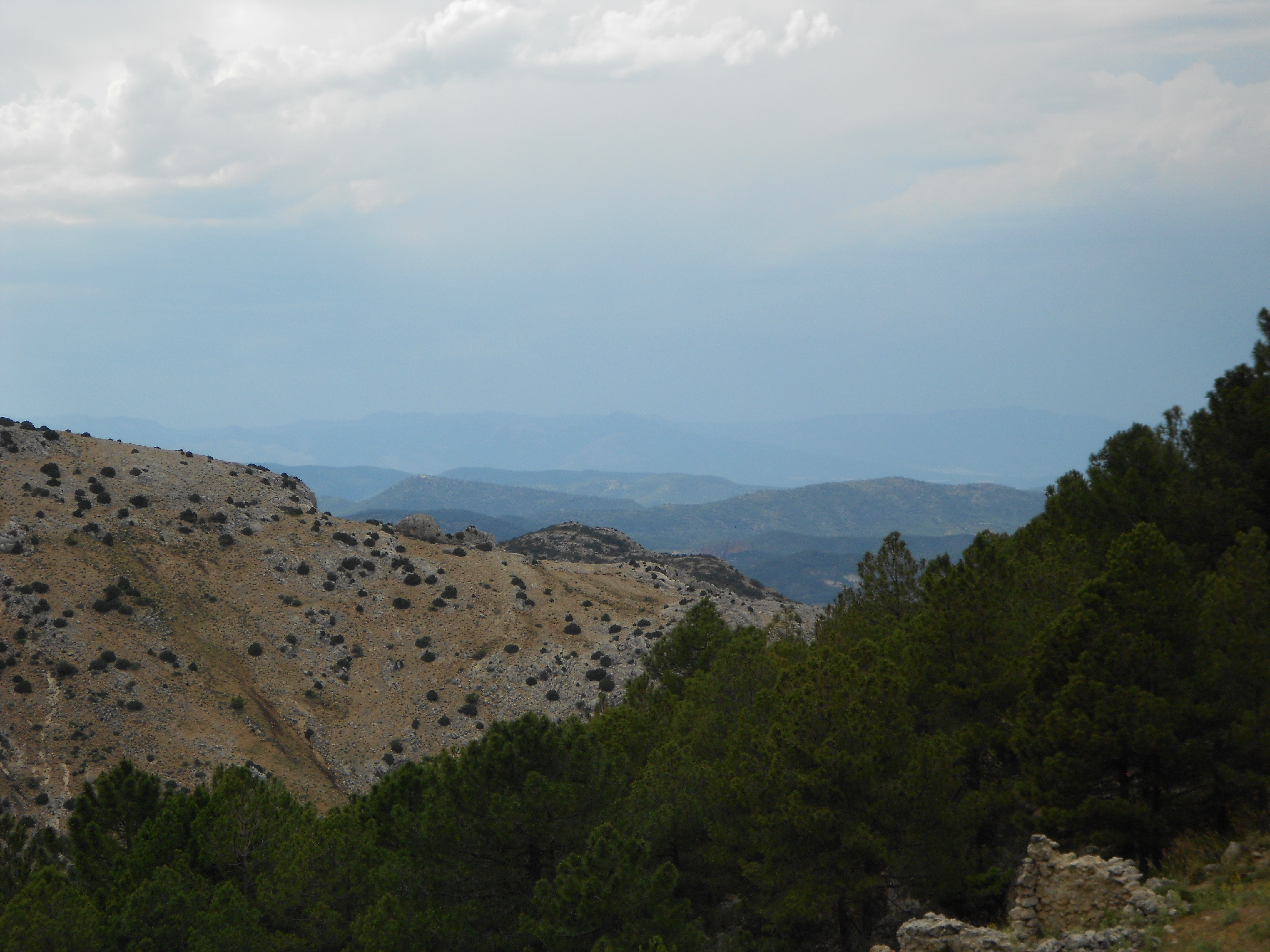
Ausblick von der Sierra Espuña

## Beschreibung
Die Fundstätte ist weiterhin Objekt intensiver archäologischer Forschungen, entsprechend liegen noch keine abschließende Veröffentlichungen vor. Allerdings gibt es erste Zwischenergebnisse vom Oktober 2014.

## Forschungsgeschichte
Die wissenschaftliche Beschreibung der Fundstätte wird bisher in zwei Etappen unterteilt: Ausgrabungen vor 2013 und nach 2013, dem Beginn der aktuellen archäologischen Ausgrabungen.

### Vor 2013
Emeterio Cuadrado Díaz und Juan de la Cierva López begannen 1944 mit Feldarbeiten und ihre damaligen Ausgrabungsergebnisse wurden in einer Ausstellung veröffentlichten. Innerhalb weniger Tage zwischen Juni und August kamen unter Anwendung recht grober Technik die rudimentären Reste eines Hauses mit acht Gräbern zu Tage. Die Dokumentation der Fundstellen und Funde war auf der Höhe der damaligen Zeit, so wurden topografische Zeichnungen und Karten angefertigt, die Funde streng katalogisiert. Die Ausgrabungskampagne konzentrierte sich auf einen westlichen und einen südöstlichen Teil der Anlage. Im ersteren fand man strukturelle Nachweise zweier Häuser und zweier Steinkisten. Im zweiten, südöstlichen Abschnitt, sechs weitere Gräber, drei Urnen und drei Steinkisten.

### Die Ansiedlung
Die damals gefundenen Häuser waren mit Trockenmauern oder gebunden mit Mörtel gebaut und hatten ein Dach aus Zweigen und Lehm.
Cuadrado vermutete in der Südwest-Hälfte des Plateaus eine Befestigungsmauer, direkt an der Kuppe einer Rampe, die zur Siedlung hinauf verlief. Er nahm auch die Existenz eines anderen Zugang am Osthang an.
Im „Haus 2“ wurde anhand von Verbrennungsrückständen ein „Ofen“ definiert, es wurde deshalb als Wohnort oder „zuhause“ beschrieben. In diesem Kontext fanden sich je ein Gefäß der Form 4. Im „Haus 1“ wurde eine Reihe von Webgewichten gesichert. Im gleichen Haus wurde eine Sammlung von sieben Mühlsteinen gefunden, weshalb man dort die Existenz einer Mühle vorgeschlagen hat. Man stieß auch auf weitere Steinwerkzeuge und Keramik aller Art, vorwiegend feine, große Keramik mit Einfärbungen von schwarz bis zu hellen Farben, in braunen bis hin zu roten Tönen.
Es fand sich eine große Anzahl von Tierresten, einschließlich Hirsche, Schweine, Rinder, Nager, Vögel, Katzen und andere Fleischfresser.

### Die Gräber
Cuadrados Ausgrabungen im Jahre 1944 und eine Diplomarbeit von Maria Manuela Ayala  von 1986 über Funde aus Raubgrabungen beschreiben 16 Gräber.
Unter diesen dominieren Steinkisten zu Urnen in einem Verhältnis von 3 zu 1. Beide Archäologen beschreiben das Auffinden einer Sonderform der Bestattung in Form von direkt benachbarten Steinkisten, die sich jeweils eine ihrer seitlichen Steinplatten teilten. Bei beiden dieser Parallelgräber ist in einer der Steinkisten ein Erwachsener bestattet und in der anderen ein Kind. Diese sind die einzigen dokumentierten in Steinkisten bestatteten Kinder aus der argarischen Periode – bisher waren Kinder nur in Urnen aufgefunden worden. In Bezug auf die Grabbeigaben der beiden Parallelgräber gab es neben der Kombination von je einem Trinkbecher der Form 5 auch Nutzgegenstände aus Metall, wie Dolche und Pfriemen.
Die große Mehrheit der Gräber wurde den benachteiligten Schichten der argarischen Gesellschaft zugeordnet, eine mangelnde Vertretung der herrschenden Gruppe wurde festgestellt.
Zwischen 1944 und 2010 wurden keine weiteren wissenschaftlichen Untersuchungen vor Ort durchgeführt, aber zahlreiche Raubgrabungen, vermutlich auch mit Hilfe von Metalldetektoren.

### 2. Phase der Ausgrabungen
2010 wurde trotz dicht gewachsener Sträucher und Büsche auf dem gesamten Hochplateau mittels einer topografischen Karte die Tragweite der Raubgrabungen abgeschätzt. Während der Inspektion zählten Lull u. a. 45 sogenannter „Maulwurfshügel“, und in Gruben die Reste von mindestens acht ausgeräumten Steinkisten-Gräbern. Die Beschreibung dieser massiven Schäden war Auslöser für die Freigabe von Mitteln zur Durchführung einer zweiten wissenschaftlichen Ausgrabungskampagne ab 2013.
Vicente Lull, Rafael Micó, Cristina Rihuete Herrada, Roberto Risch, Eva Celdrán Beltrán, Inés Fregeiro Morador und Carlos Velasco Felipe starteten 2013 neue wissenschaftliche Sichtungen und Grabungen. Zunächst wurden eine Bestandsanalyse durchgeführt über den Verbleib der 1944 ausgehobenen Funde, der Dokumentation der Grabungen und deren wissenschaftliche Einordnung.

### Plünderungen und Raubgrabungen seit 1970
Nach gründlicher Säuberung der Hochebene von Scherben und Aushub gelang eine nähere Zuordnung der wiederholten, gewaltsamen Eingriffe. Anhand einer neu angelegten topografischen Karte Planta de La Almoloya tras la limpieza superficial realizada en 2013 wurden bis heute insgesamt an neunzig Stellen Raubgrabungen nachgewiesen. Dabei wurden auch Spuren der Grabräuber sichergestellt, die kriminaltechnisch verfolgt wurden. Die Anzahl der Beschädigungen erhöhte sich auf nun 18 durchwühlte und geleerte Steinkisten-Gräber und mindestens 4 Urnen.

### Ausgrabungen Sommer 2014
Zwischen August und September 2014 wurden neue Flächen archäologisch erforscht, man kam zu folgenden Ergebnissen:
Die Siedlung war eng bebaut, mehrere eigenständige Palastkomplexe mit je ca. 300 m² und darin 8 bis 12 separate Räumen wurden erkennbar.
In einem Urnen-Grab, auch als Prinzengrab bezeichnet (Grab Nr. 38), fand man eine Doppelbestattung. Das Grab lag in der großen Versammlungshalle (Thronsaal) in der Nähe des Thrones.  Es waren die Gebeine eines ca. 45 Jahre alten Mannes und einer ca. 25 Jahre alten Frau, in enger Hockerstellung. Wertvolle Grabbeigaben wurden den beiden mitgegeben, darunter dreißig einzelne Schmuckstücke und Waffen aus Bronze oder aus Edelmetallen wie Gold und Silber. Unter anderem war ein Stabdolch, das heißt ein Bronzedolch die an einem Stock wie eine Hellebarde benutzt wurde, aus Bronze dabei. In diesem Grab fand man an der Frau nun nach 130 Jahren zum ersten Mal wieder ein weiteres, das insgesamt 5. silberne Diadem aus der El-Argar-Periode. Des Weiteren kamen Ringe, Ohrringe und Armreifen aus purem Silber zutage.
Erste forensische Untersuchungen der Knochen des Mannes ergaben, dass dieser mit ca. 45 Jahren gestorben war und viel Zeit auf dem Pferd verbracht hatte. Seine rechte Schulter war gegenüber der linken Seite deutlich trainierter, was durch häufiges Tragen und Verwenden eines Schwertes verursacht worden sein könnte. Eine Narbe auf der Stirn passt zu Verwundungen in kriegerischen Auseinandersetzungen. Die Knochenreste der Frau weisen auf eine Lungenentzündung als Todesursache hin. Der Mann wurde früher als die Frau bestattet, seine Knochen waren nicht mehr im anatomischen Verbund im Gegensatz zu denen der Frau. Dieses und andere Beispiele von Doppelgräbern von Männern und Frauen mit relativ großem Altersunterschied sprechen nach Vicente Lull und Kollegen für eine Verwandtschaft der Bestatteten (im Unterschied zu Eheleuten oder ähnlichen Beziehungen), die in diesem Fall von hohem Rang waren.
Der Raum, in dem das Prinzengrab gefunden wurde, war ein Thronsaal oder eine Audienz-Halle innerhalb eines der Palastgebäude. Mit 70 m² überbauter Fläche, getragen von Holzsäulen, ist er eine architektonische Meisterleistung für die Bronzezeit. Auf einer Bank entlang der vier Wände rings um den fensterlosen Raum können bis zu 64 erwachsene Menschen Platz gefunden haben. Ebenfalls wurden in dem Raum eine zeremonielle Feuerstelle und ein Podium ausgemacht. Die Rolle als Thronsaal wird durch das Fehlen jeglicher Gebrauchsgegenstände unter den Funden nahegelegt.

## Archäologischer Diskurs
Aufgrund der Ausmaße der Wohnanlagen, des Reichtums der Grabbeigaben sowie der gefundenen Waffen, des Schmucks und des Diadems der jungen Frau im Prinzengrab nehmen die durchführenden Archäologen an, dass sie in La Almoloya das politische Machtzentrum der El-Argar-Kultur gefunden haben.